# دریاچه پوماچوکا (یولی)
دریاچه پوماچوکا (به اسپانیایی: Lake Pumacocha) یک دریاچه در پرو است که در Peru واقع شده‌است.